# David Izazola
David Izazola Ramírez (ur. 23 października 1991 w mieście Meksyk) – meksykański piłkarz występujący na pozycji napastnika.

## Kariera klubowa
Izazola pochodzi ze stołecznego miasta Meksyk i jest wychowankiem akademii juniorskiej tamtejszego klubu Pumas UNAM. Do seniorskiej drużyny został włączony jako dziewiętnastolatek przez szkoleniowca Guillermo Vázqueza, po kilku latach występów w drugoligowej filii zespołu – Pumas Morelos. W meksykańskiej Primera División zadebiutował 22 stycznia 2011 w zremisowanym 3:3 spotkaniu z Cruz Azul i już w swoim debiutanckim, wiosennym sezonie Clausura 2011 zdobył z Pumas tytuł mistrza Meksyku. Sam miał jednak znikomy wkład w ten sukces, pełniąc wyłącznie rolę głębokiego rezerwowego. Premierowego gola w najwyższej klasie rozgrywkowej strzelił 18 września 2011 w wygranej 4:1 konfrontacji z Tolucą. Nie potrafiąc wywalczyć sobie miejsca w pierwszym składzie, w styczniu 2013 udał się na wypożyczenie do niżej notowanego Querétaro FC, gdzie jednak przez pół roku nie zanotował żadnego ligowego występu.
W lipcu 2013 Izazola został wypożyczony na sześć miesięcy do amerykańskiej drużyny Chivas USA, w której barwach również ani razu nie pojawił się na boisku, występując wyłącznie w rezerwach. Po powrocie do Pumas spędził pół roku w drużynie do lat dwudziestu, po czym na zasadzie wypożyczenia przeniósł się do drugoligowej ekipy Atlético San Luis z miasta San Luis Potosí. Jej barwy reprezentował przez osiem miesięcy, wyłącznie w roli głębokiego rezerwowego, zaś w lutym 2016 udał się na wypożyczenie po raz kolejny – tym razem do węgierskiego Budapest Honvéd FC. W tamtejszej Nemzeti Bajnokság I zadebiutował 8 marca 2015 w przegranym 0:2 meczu z MTK, a ogółem na Węgrzech występował jako rezerwowy i bez większych sukcesów przez pół roku. Bezpośrednio po tym powrócił do Pumas, z którym w jesiennym sezonie Apertura 2015 zdobył wicemistrzostwo Meksyku, jednak mimo treningów z pierwszą drużyną ani razu nie pojawił się wówczas na ligowych boiskach.
W czerwcu 2016 Izazola, wobec braku perspektyw, w wieku zaledwie 24 lat, zdecydował się zakończyć piłkarską karierę. Potem kontynuował ją w gwatemalskim Comunicaciones FC.

## Kariera reprezentacyjna
W 2011 roku Izazola został powołany przez szkoleniowca Juana Carlosa Cháveza do reprezentacji Meksyku U-20 na Mistrzostwa Ameryki Północnej U-20. Na gwatemalskich boiskach pełnił rolę rezerwowego zawodnika zespołu, rozgrywając trzy z pięciu możliwych spotkań (z czego wszystkie po wejściu z ławki), zdobywając gola w półfinale z Panamą (4:1). Jego drużyna triumfowała ostatecznie w tych rozgrywkach, pokonując w finale Kostarykę (3:1). Trzy miesiące później znalazł się w składzie na Mistrzostwa Świata U-20 w Kolumbii, gdzie również był alternatywnym zawodnikiem formacji ofensywnej i wystąpił w dwóch z siedmiu możliwych meczów (obydwóch jako rezerwowy), tym razem bez zdobyczy bramkowej. Meksykanie odpadli z turnieju dopiero w półfinale po porażce z późniejszym triumfatorem – Brazylią (0:2), zajmując trzecie miejsce na młodzieżowym mundialu.